# Indologia
Indologia, indianistyka – nauka zajmująca się badaniem języków, literatury, historii, sztuki, kultury i religii Indii.
Specjalista w tej dziedzinie to indolog/indolożka lub indianista/ indianistka.
Pierwszym Europejczykiem badającym dawną literaturę Indii (literatura sanskrycka) był Anglik Charles Wilkins, który w 1785 roku przetłumaczył Bhagawadgitę (Pieśń Pana) na język angielski. W Anglii wybitnymi indologami w XIX wieku byli William Jones i Henry Thomas Colebrooke.
W Niemczech badaniami nad kulturą i językiem Indii zajmowali się w XIX wieku m.in. August Wilhelm Schlegel (1767–1845), jego brat Fryderyk Schlegel (1772–1829), Franz Bopp, Wilhelm von Humboldt, Friedrich Rückert, Max Müller czy Emil Schoenborn.
Francuz Abraham Hyacinthe Anquetil-Duperron przełożył wybór upaniszad z języka perskiego na łacinę w pracy Oupnek'hat, opublikowanej w latach 1801–1802.